# Carlos Cabezas
Carlos Eduardo Cabezas Jurado (ur. 14 listopada 1980 w Máladze) – hiszpański koszykarz, występujący na pozycji rozgrywającego, mistrz świata z 2006 roku, Europy z 2009, aktualnie zawodnik Alby Berlin.
Jego ojciec pochodzi z Urugwaju. Jest wychowankiem Unicai. W seniorskiej koszykówce debiutował pod koniec lat 90. Z klubem z Malagi był mistrzem Hiszpanii w sezonie 2005/06, a w 2005 zdobył Puchar Hiszpanii. Wcześniej – w 2001 – triumfował w Pucharze Koracza. W 2009 r. przeszedł do zespołu z ligi rosyjskiej Chimki Moskwa.
Mierzący 185 cm wzrostu koszykarz jest członkiem hiszpańskiej drużyny narodowej. Zdobył z nią złoty medal mistrzostw świata 2006, srebro na ME 2007 oraz brał udział w ME 2005. Sukcesy odnosił także w drużynach juniorskich i młodzieżowych.
2 listopada 2017 został zawodnikiem wenezuelskiego Guaros de Lara.
12 stycznia 2019 dołączył do niemieckiej Alby Berlin.

## Osiągnięcia
Stan na 2 listopada 2017, na podstawie, o ile nie zaznaczono inaczej.

### Drużynowe
- Mistrz Hiszpanii (2006)
- Wicemistrz:
  - Rosji (2010)
  - Hiszpanii (2002)
- Brąz:
  - Euroligi (2007)
  - pucharu Hiszpanii (2002, 2003, 2006, 2013)
  - superpucharu Hiszpanii (2004)
- 4. miejsce w:
  - Eurolidze (2010)
  - VTB (2010)
  - superpucharze Hiszpanii (2005)
- Zdobywca pucharu:
  - Koracia (2001)
  - Hiszpanii (2005)
- Finalista:
  - pucharu:
    - Koracia (2000)
    - Hiszpanii (2009)

  - superpucharu Hiszpanii (2006)
- Awans do ACB (2014)

### Indywidualne
- MVP 1. kolejki Euroligi (2006/07)
- Uczestnik meczu gwiazd ligi hiszpańskiej (2001/02)

### Reprezentacja

#### Seniorów
- Mistrz:
  - świata (2006)
  - Europy (2009)
- Wicemistrz Europy (2007)
- Uczestnik Eurobasketu (2005 – 4. miejsce, 2007, 2009)

#### Młodzieżowe
- Mistrz:
  - świata U–19 (1999)
  - Europy U–18 (1998)
- Brązowy medalista mistrzostw Europy U–20 (2000)
- Uczestnik mistrzostw świata U–21 (2001 – 5. miejsce)